# غابور ماتي
غابور ماتي (من مواليد 6 يناير 1944) هو طبيب نفسي مجري كندي ومؤلف. لديه اهتمام بممارسة الأسرة واهتمام خاص بتنمية الطفولة والصدمات، وتأثيراتها المحتملة مدى الحياة على الصحة البدنية والعقلية، بما في ذلك أمراض المناعة الذاتية والسرطان واضطراب نقص الانتباه وفرط الحركة، الإدمان، ومجموعة واسعة من الحالات الأخرى.

## الحياة
ولد غابور ماتي في بودابست، في المجر عام 1944.  قُتل أجداده لأمه في مخيم الإبادة النازي أوشفيتز عندما كان عمره خمسة أشهر.  اختفت عمته خلال الحرب، وتحمل والده السخرة على يد حزب العمال الاشتراكي الألماني. هاجر مع عائلته إلى كندا في عام 1956.  
كان طالبًا راديكاليًا خلال حقبة حرب فيتنام في أواخر الستينيات وتخرج بدرجة البكالوريوس من جامعة كولومبيا البريطانية في فانكوفر.
في عام 1969، تزوج ماتي من الفنانة راي ماتي من جامعة كولومبيا البريطانية ولديهما معا ثلاثة أطفال من بينهم آرون ماتي.
بعد أن عمل كمدرس للغة الإنجليزية والأدب في المدرسة الثانوية لعدة سنوات، عاد إلى جامعة كولومبيا البريطانية وحصول في العام 1977 على درجة الماجستير في طب العائلة العام. أدار ماتي عيادة عائلية خاصة في شرق فانكوفر لأكثر من 20 عامًا. كان المنسق الطبي لوحدة الرعاية التلطيفية في مستشفى فانكوفر لمدة سبع سنوات، وطبيبًا في فندق بورتلاند، وهو مركز للإقامة والموارد يقع في وسط مدينة فانكوفر لمدة 12 عامًا. عانى العديد من مرضاه من مشكلات تتعلق بالصحة العقلية وتعاطي المخدرات، بالإضافة إلى مشكلات صحية مزمنة، مثل فيروس نقص المناعة البشرية. كتب ماتي عن تجاربه هذه في العمل مع الأشخاص الذين يعانون من اضطرابات تعاطي المخدرات في كتابه In the Realm of Hungry Ghosts.
تصدر ماتي عناوين الصحف عندما دفاع عن الأطباء العاملين في Insite (موقع حقن آمن خاضع للإشراف القانوني) بعد أن هاجمهم وزير الصحة الفيدرالي، توني كليمنت، باعتبار عملهم غير أخلاقي. في عام 2010، أصبح ماتي مهتمًا بالطب التقليدي، تحديدا في النبتة الأمازونية آياهواسكا وفي قدرتها على علاج الإدمان. تدرب ماتي لدى معالج شاماني تقليدي وبدأ في تنظيم خلوات لعدة أيام لعلاج الإدمان. وقد كان عمله لاحقا موضوع لدراسة من قبل باحثين صحيين من جامعة فيكتوريا وجامعة كولومبيا البريطانية. وأظهرت نتائج البحث أن ادعاءات ماتي حول الفعالية العلاجية لنبته الآياهواسكا كانت ذات أساس جيد وأن المشاركين في العلاج قد تحسنوا بشكل ملحوظ من الناحية النفسية وفي قدرتهم على تقليل استخدام المواد المسببة للأدمان. ومع ذلك، في العام 2011 علمت الحكومة الفيدرالية الكندية بعمل ماتي وهددته وزارة الصحة الكندية بالاعتقال إذا لم يتوقف على الفور عن نشاطه مع العقار الذي اعتبر غير قانوني.